# Echipa națională de fotbal a Liechtensteinului
Echipa națională de fotbal a Liechtensteinului reprezintă Liechtenstein în competițiile fotbalistice ale FIFA. Responsabilitatea alcătuirii acestei echipe aparține Asociației de Fotbal a Liechtensteinului. Este afiliată la FIFA din 1996. Primul meci disputat a fost unul neoficial împotriva naționalei Maltei în Seul, în 1981, terminat cu scorul de 1-1. Cea mai mare victorie a Liechtensteinului a fost obținută în preliminariile pentru CM 2006 pe data de 13 octombrie 2004, meci disputat împotriva reprezentativei Luxemburgului, fiind și prima victorie obținută vreodată în calificările la mondiale. Liechtenstein a suferit cea mai mare înfrângere în 1996, fiind învinsă în meciul contând pentru 1998 cu scorul de 11-1 de către echipa națională de fotbal a Macedoniei.
Rezultatele slabe ale Liechtensteinului (opt înfrângeri consecutive fără a înscrie nici un gol) l-au convins pe scriitorul britanic Charlie Connelly să scrie despre întreaga campanie de calificare pentru CM 2002 a echipei în cartea Stamping Grounds: Liechtenstein's Quest for the World Cup
Patru zile înainte ca Liechtenstein să câștige primul meci în calificările la Mondiale, echipa a reușit un 2-2 în Vaduz cu reprezentativa Portugaliei. Înainte de acest meci, Liechtenstein a pierdut toate cele 20 de meciuri precedente din calificări. A fost aproape de victorie în retur la finalul grupei, când Benjamin Fischer a înscris, iar Liechtenstein a condus până la pauză, dar a fost învinsă cu 2 -1.
Liechtenstein este singura țară care a pierdut vreodată un meci cu San Marino (0-1 într-un amical din 28 aprilie 2004).

## Istoria competițională

### Campionate mondiale
| An   | Rundă                    | Loc                         | V | E | Î  | GP | GÎ |
| ---- | ------------------------ | --------------------------- | - | - | -- | -- | -- |
| 1994 | a abandonat calificările | -                           | - | - | -  | -  | -  |
| 1998 | nu s-a calificat         | 6, ultimul loc (calificări) | 0 | 0 | 10 | 3  | 52 |
| 2002 | nu s-a calificat         | 5, ultimul loc(qualifying)  | 0 | 0 | 8  | 0  | 23 |
| 2006 | nu s-a calificat         | 6, ultimul loc (calificări) | 2 | 2 | 8  | 13 | 23 |
| 2010 | nu s-a calificat         | 6, ultimul loc (calificări) | 0 | 2 | 8  | 2  | 23 |

### Campionate europene
| An   | Rundă                      | Loc                         | V | E | Î | GP | GÎ |
| ---- | -------------------------- | --------------------------- | - | - | - | -- | -- |
| 1996 | nu s-a calificat           | 6, ultimul loc (calificări) | 0 | 1 | 9 | 1  | 40 |
| 2000 | nu s-a calificat           | 6, ultimul loc (calificări) | 1 | 1 | 8 | 2  | 39 |
| 2004 | nu s-a calificat           | 5, ultimul loc (calificări) | 0 | 1 | 7 | 2  | 22 |
| 2008 | nu s-a calificat           | 7, ultimul loc (calificări) | 2 | 1 | 9 | 9  | 32 |
| 2012 | nu s-a calificat           | -                           | - | - | - | -  | -  |
| 2016 | Calificările încep în 2014 | -                           | - | - | - | -  | -  |

## Istoricul antrenorilor
- Dietrich Weise (1994–1996)
- Alfred Riedl (1997–1998)
- Ralf Loose (1998–2003)
- Walter Hörmann (2003–2004)
- Martin Andermatt (2004–2006)
- Hans-Peter Zaugg (2006–prezent)

## Lotul actual
Jucătorii selecționați pentru Preliminariile CE 2012 împotriva Cehia pe 12 octombrie 2010.
| 1  | P | Peter Jehle        | 22 ianuarie 1982 (43 de ani)   | 81 | 0  | Vaduz             |  |  |
| 12 | P | Cengiz Biçer       | 11 decembrie 1987 (37 de ani)  | 1  | 0  | Mersin İdmanyurdu |  |  |
|    | P | Benjamin Büchel    | 4 iulie 1989 (35 de ani)       | 2  | 0  | Eschen/Mauren     |  |  |
|    |   |                    |                                |    |    |                   |  |  |
| 2  | F | Lucas Eberle       | 13 octombrie 1990 (34 de ani)  | 4  | 0  | Eschen/Mauren     |  |  |
| 3  | F | Michael Stocklasa  | 2 decembrie 1980 (44 de ani)   | 63 | 2  | Eschen/Mauren     |  |  |
| 4  | F | Martin Rechsteiner | 15 februarie 1989 (36 de ani)  | 10 | 0  | Vaduz             |  |  |
| 5  | F | Yves Oehri         | 15 martie 1987 (38 de ani)     | 22 | 0  | Vaduz             |  |  |
| 6  | F | Martin Stocklasa   | 29 mai 1979 (45 de ani)        | 88 | 5  | Ried              |  |  |
| 22 | F | Franz-Josef Vogt   | 30 octombrie 1985 (39 de ani)  | 24 | 0  | Eschen/Mauren     |  |  |
|    |   |                    |                                |    |    |                   |  |  |
| 8  | M | Ronny Büchel       | 19 martie 1982 (43 de ani)     | 70 | 0  | Eschen/Mauren     |  |  |
| 11 | M | Franz Burgmeier    | 7 aprilie 1982 (42 de ani)     | 60 | 7  | Vaduz             |  |  |
| 16 | M | Philippe Erne      | 14 decembrie 1986 (38 de ani)  | 4  | 0  | Eschen/Mauren     |  |  |
| 17 | M | Rony Hanselmann    | 25 iunie 1991 (33 de ani)      | 0  | 0  | Balzers           |  |  |
| 18 | M | Nicolas Hasler     | 4 mai 1991 (33 de ani)         | 2  | 0  | Balzers           |  |  |
| 20 | M | Sandro Wieser      | 3 februarie 1993 (32 de ani)   | 3  | 0  | Basel             |  |  |
| 23 | M | Michele Polverino  | 26 septembrie 1984 (40 de ani) | 18 | 1  | Aarau             |  |  |
|    | M | Martin Büchel      | 19 februarie 1987 (38 de ani)  | 29 | 0  | Zürich            |  |  |
|    |   |                    |                                |    |    |                   |  |  |
| 10 | A | Mario Frick        | 7 septembrie 1974 (50 de ani)  | 95 | 15 | St. Gallen        |  |  |
| 15 | A | David Hasler       | 4 mai 1990 (34 de ani)         | 11 | 0  | Vaduz             |  |  |
| 19 | A | Fabio D'Elia       | 19 ianuarie 1983 (42 de ani)   | 50 | 2  | Eschen/Mauren     |  |  |
|    | A | Thomas Beck        | 21 februarie 1981 (44 de ani)  | 72 | 5  | Balzers           |  |  |

### Jucători convocați recent la prima reprezentativă
Următorii jucători au fost chemați la "națională" în ultimele 12 luni.
| Jucător              | Data nașterii                 | Meciuri     | Goluri      | Echipă         |             |
| Goalkeepers          | Goalkeepers                   | Goalkeepers | Goalkeepers | Goalkeepers    | Goalkeepers |
| -------------------- | ----------------------------- | ----------- | ----------- | -------------- | ----------- |
| Lorenzo Lo Russo     | 8 iulie 1993 (31 de ani)      | 0           | 0           | FC Vaduz       |             |
| Defenders            |                               |             |             |                |             |
| Marco Ritzberger     | 27 decembrie 1986 (38 de ani) | 30          | 0           | FC Vaduz       |             |
| Midfielders          |                               |             |             |                |             |
| Christoph Biedermann | 30 ianuarie 1987 (38 de ani)  | 3           | 0           | Eschen/Mauren  |             |
| Andreas Gerster      | 24 noiembrie 1982 (42 de ani) | 38          | 0           | FC Triesenberg |             |
| Wolfgang Kieber      | 22 iulie 1984 (40 de ani)     | 8           | 0           | FC Balzers     |             |
| Martin Wille         | 29 mai 1986 (38 de ani)       | 1           | 0           | FC Balzers     |             |
| Stefan Büchel        | 30 iunie 1986 (38 de ani)     | 9           | 0           | Eschen/Mauren  |             |
| Roger Beck           | 3 august 1983 (41 de ani)     | 43          | 1           | FC Balzers     |             |
| Raphael Rohrer       | 3 mai 1985 (39 de ani)        | 44          | 1           | Eschen/Mauren  |             |
| Forwards             |                               |             |             |                |             |
| Mathias Christen     | 18 august 1987 (37 de ani)    | 13          | 0           | FC Vaduz       |             |
| Benjamin Fischer     | 19 octombrie 1980 (44 de ani) | 22          | 2           | FC Vaduz       |             |

| Loc | Jucător           | Meciuri | Goaluri | Ani       |
| --- | ----------------- | ------- | ------- | --------- |
| 1   | Mario Frick       | 95      | 15      | 1993–     |
| 2   | Martin Stocklasa  | 88      | 5       | 1996–     |
| 3   | Peter Jehle       | 81      | 0       | 1998–     |
| 4   | Daniel Hasler     | 78      | 1       | 1993–2007 |
| 5   | Martin Telser     | 73      | 1       | 1996–2007 |
| 6   | Thomas Beck       | 72      | 5       | 1998–     |
| 7   | Ronny Büchel      | 70      | 0       | 1998–     |
| 8   | Michael Stocklasa | 63      | 2       | 1998–     |
| 9   | Franz Burgmeier   | 60      | 7       | 2001–     |
| 10  | Fabio D'Elia      | 50      | 2       | 2001–     |

| Loc | Jucător           | Meciuri | Goaluri | Ani       |
| --- | ----------------- | ------- | ------- | --------- |
| 1   | Mario Frick       | 95      | 15      | 1993–     |
| 2   | Franz Burgmeier   | 60      | 7       | 2001–     |
| 3   | Martin Stocklasa  | 88      | 5       | 1996–     |
| 3   | Thomas Beck       | 72      | 5       | 1998–     |
| 5   | Michael Stocklasa | 63      | 2       | 1998–     |
| 5   | Fabio D'Elia      | 50      | 2       | 2001–     |
| 5   | Benjamin Fischer  | 22      | 2       | 2005–     |
| 8   | Daniel Hasler     | 78      | 1       | 1993–2007 |
| 8   | Martin Telser     | 73      | 1       | 1996–2007 |
| 8   | Raphael Rohrer    | 44      | 1       | 2003–     |
| 8   | Roger Beck        | 43      | 1       | 2003–     |
| 8   | Harry Zech        | 40      | 1       | 1991–2003 |
| 8   | Thomas Hanselmann | 25      | 1       | 1996–2001 |
| 8   | Michele Polverino | 18      | 1       | 2007–     |
| 8   | Franz Schädler    | 12      | 1       | 1995–1997 |
| 8   | Donath Marxer     | 3       | 1       | 1982–1990 |
| 8   | Marco Pérez       | 1       | 1       | 1996      |